# Tour d'Avalon
Pour les articles homonymes, voir Tour d'Avalon (homonymie).
La tour d'Avalon est une tour érigée par les chartreux en 1895 pour honorer saint Hugues d'Avalon.

## Localisation
La tour est située dans le département français de l'Isère sur la commune de Saint-Maximin. La tour est construite sur les ruines de l'ancien château médiéval d'Avalon. Elle reprend les bases de l'ancien donjon, élément central du château.

## Historique

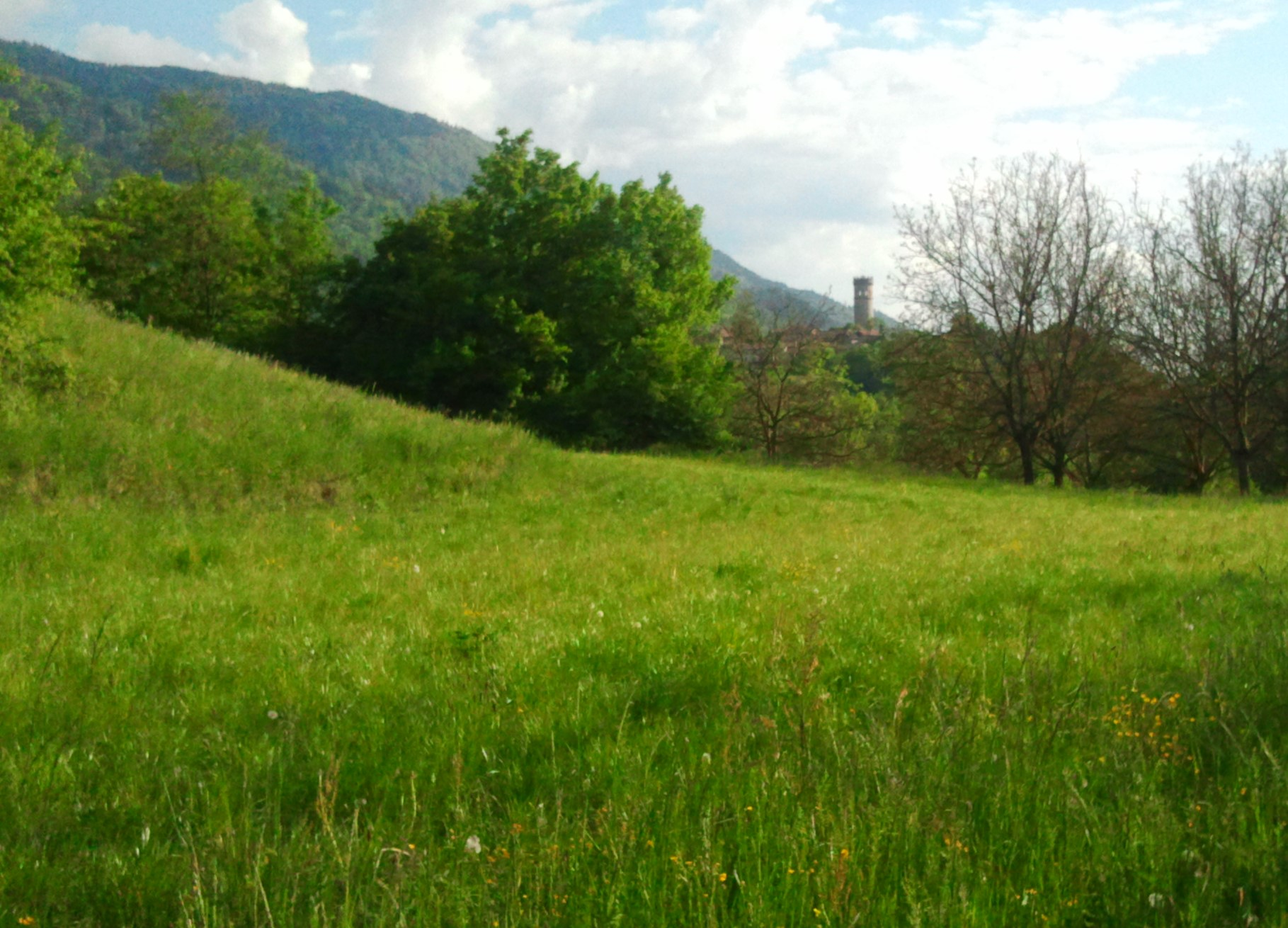
La Tour d'Avalon et son bourg depuis les champs.

La tour est construite sur les ruines d'une tour de guet du château natal d'Hugues d'Avalon, évêque de Lincoln en Angleterre (1140-1200). Le château appartenait aux Romestang d'Avalon, nobles du haut-Grésivaudan et date d'avant 1049.
La tour d'Avalon fait l’objet d’une inscription au titre des monuments historiques depuis le 5 octobre 1992.